# Caboré
Everaldo de Jesus Pereira, mais conhecido como Caboré (Salvador, 19 de fevereiro de 1980), é um ex-futebolista brasileiro naturalizado qatariano, que atuava como centroavante.

## Carreira
No Brasil, defendeu o Ipitanga, Vitória, Bonsucesso e Ituano.
Em 2007, foi o artilheiro da Liga Sul-Coreana pelo Gyeongnam FC com 18 gols e deu 8 assistências.
Em fevereiro de 2008, foi contratado pelo FC Tokyo.

## Títulos

### Individuais
- Artilheiro da K-League: 2007 (18 gols).[1]